# Lampetis variolosa
Lampetis variolosa es una especie de escarabajo del género Lampetis, familia Buprestidae. Fue descrita científicamente por Fabricius en 1801.